# Карпенко, Пётр Ефремович
Пётр Ефремович Карпенко — советский хозяйственный, государственный и политический деятель.

## Биография
Родился в 1897 году в Туле. Член КПСС с 1918 года.
С 1914 года — на хозяйственной, общественной и политической работе. В 1914—1959 гг. — батрак, подручный слесаря, участник Гражданской войны, комиссар полка, служащий НКВД на Украине, на хозяйственной работе в финансовых органах, мастер, помощник, заместитель начальника, начальник цеха, заместитель директора предприятия на металлургическом комбинате «Запорожсталь», начальник строительства, директор Чебаркульского металлургического завода, заместитель председателя Челябинского областного Совета депутатов трудящихся.
Почётный гражданин Челябинска.
Умер в Челябинске в 1973 году. Похоронен на Успенском кладбище.

## Награды
- Орден Ленина — дважды:
  - 15.01.1943 — за «образцовое выполнение правительственного задания по восстановлению завода и освоению в кратчайший срок выпуска продукции для нужд фронта»[1]